# Massimo Speranza
Massimo Speranza (Cerreto Guidi, 6 ottobre 1956) è un collaboratore di giustizia e criminale italiano, esponente dell'organizzazione mafiosa romana Banda della Magliana.

## Biografia
Nato in provincia di Firenze, è sempre vissuto a Roma, dove la famiglia si è trasferita quando lui era bambino. In seguito alla conoscenza di Edoardo Toscano e Marcello Colafigli inizia la sua carriera di malavitoso e rapinatore di uffici postali, gioiellerie e furgoni.

### La Banda della Magliana
Nel 1977 accettò la proposta di Edoardo Toscano di entrare a far parte della neonata Banda della Magliana, attratto dai facili guadagni che questa organizzazione consentiva, ma dopo pochi giorni venne arrestato in quanto ritenuto colpevole di una rapina. Nel 1978, dopo la sua assoluzione, per conto della banda, si diede al commercio di sostanze stupefacenti in particolare nelle zone di Acilia, Dragona e Dragoncello. 
Agli inizi degli anni ottanta, il notevole aumento di contrasti e rivendicazioni, innalzò paurosamente il livello di tensione e di ostilità tra le varie fazioni della banda stessa. In quel periodo vi fu una vera e propria faida interna con diversi morti, tra cui i suoi amici Michele D'Alto e Claudio Vannicola. 
Preoccupato soprattutto della sua incolumità, e finito nel carcere di Rebibbia nel marzo del 1983, in seguito al pentimento di Fulvio Lucioli, comunicò al direttore dell'istituto di pena le sue intenzioni di iniziare un programma di collaborazione con la giustizia. E così, a metà del 1984, di fronte al sostituto procuratore Nitto Palma, iniziò il suo racconto, confessando vari omicidi, rapine, scippi e traffici di stupefacenti e di oltre che i legami della banda con politici e cardinali, confermando così quanto già espresso da Lucioli alcuni mesi prima. Il suo primo atto, però, fu quello di revocare i suoi difensori di fiducia e richiedere un legale d'ufficio: un chiaro segnale mandato verso l'esterno riguardo alle sue intenzioni di pentimento. Grazie alle sue testimonianze, nell'ottobre del 1984, le forze dell'ordine arrestarono circa 50 persone tra boss, seconde linee e fiancheggiatori. 
Nel novembre dello stesso anno, in seguito all'istruttoria, ebbe così inizio il cosiddetto "Processo Speranza", durante il quale, lo stesso iniziatore, interrogato dal procuratore della Repubblica Severino Santiapichi, parlando di Maurizio Abbatino, Edoardo Toscano e Marcello Colafigli, usò l'espressione "quelli della Magliana". Il magistrato Santiapichi fece così trascrivere nel verbale l'espressione "banda della Magliana", poi riportata dai giornali di cronaca dell'epoca, e, sebbene impropria, rimase a definire questa organizzazione criminale.
Il processo però si concluse l'anno successivo con l'assoluzione con formula piena della maggior parte degli imputati
Le sue confessioni vennero però poi riprese in considerazione nel successivo pentimento del boss Maurizio Abbatino. Grazie alle sue rivelazioni, infatti, il 24 settembre del 1992, quando venne istruito un nuovo processo all'intera organizzazione della Banda della Magliana.
Nel 1980 anche suo fratello, Ludovico Speranza, entrò a far parte della banda della Magliana, il quale si dichiarò sempre contrario al pentimento di Massimo, e negli anni novanta divenne, sempre per conto dell'organizzazione stessa, uno dei maggiori trafficanti di droga della capitale, e resosi latitante a seguito di una condanna a suo carico nel 1993, venne poi arrestato nel 2013, con l'accusa di spaccio.

## Controversie
Nel 1987 accusò Giovanni Marchingiglio di aver commesso svariate rapine a mano a armata e di traffico di sostanze stupefacenti, nonché di associazione a delinquere. Nel 1990 a Marchingiglio venne inflitta una pena di trent'anni, ma il 23 gennaio del 1996, in seguito alla riapertura del processo a suo carico, la Corte d'Appello lo assolve dichiarandolo innocente. In seguito a questo fatto, la sua collaborazione si interruppe, in quanto venne considerato inattendibile come teste.